# Sid Haig
Sidney Eddie Mosesian (Fresno, 14 juli 1939 - Thousand Oaks, 21 september 2019) - artiestennaam Sid Haig - was een Amerikaans acteur. Hij speelde voornamelijk in blaxploitation-, lowbudget- en horrorfilms en was een vaste keuze van verschillende regisseurs. Zo is hij te zien in onder meer zeven films van Jack Hill en zes van Rob Zombie (inclusief een animatiefilm).

## Oeuvre
Haig is te zien in meer dan zestig films en meer dan 170 afleveringen van verschillende televisieseries. Na zijn filmdebuut als 'Diego' in de western The Firebrand (1962), was hij vanaf Blood Bath (1966) een regelmatige verschijning in films van exploitatieregisseur Jack Hill. Zo is hij ook te zien in diens Spider Baby, Pit Stop, The Big Doll House, The Big Bird Cage, Coffy en Foxy Brown. Haig was als slechterik 'Dragos' een van de hoofdpersonages in de sciencefictionserie Jason of Star Command en speelde 'Texas' in 55 afleveringen van de cultserie Mary Hartman, Mary Hartman. Haig had eenmalige gastrollen in onder meer The Untouchables, The Lucy Show, Star Trek, The Flying Nun, Charlie's Angels en The A-Team. In series als The Man from U.N.C.L.E., Gunsmoke, Get Smart, Mission: Impossible, Buck Rogers in the 25th Century, Fantasy Island en MacGyver speelde hij meerdere personages die één keer voorkwamen.

## Comeback
Na de televisiefilm Boris and Natasha uit 1992 zette Haig het acteren een tijd op een lager pitje. Hij had nog een rolletje als rechter in Jackie Brown (1997), maar dat was het voor dat decennium. Haig dook in 2001 op in de videoclip bij het nummer Feel So Numb van Rob Zombie. Dit bleek een voorbode van een langdurige samenwerking. Toen Zombie in 2003 debuteerde als filmregisseur met de horrorfilm House of 1000 Corpses, kreeg Haig een van de hoofdrollen. Hij speelt in die film 'Captain Spaulding', een moordlustige clown en de patriarch van een al even moordlustige familie. Ditzelfde personage speelde hij opnieuw in de vervolgen The Devil's Rejects en 3 from Hell. Hij sprak ook de stem van Captain Spaulding in voor Zombies animatiefilm The Haunted World of El Superbeasto. Zombie gaf Haig daarnaast nog andere rollen in zijn films Halloween en The Lords of Salem. Door hun samenwerking bloeide de acteercarrière van Haig weer op. Hij bleef tot vlak voor zijn dood actief in voornamelijk horrorfilms.

## Filmografie
*Exclusief zes televisiefilms
| - 3 from Hell (2019) - High on the Hog (2019) - Cynthia (2018) - Suicide for Beginners (2018) - Razor (2017) - Death House (2017) - Bone Tomahawk (2015) - Zombex (2013) - The Penny Dreadful Picture Show (2013) - Devil in My Ride (2013) - Hatchet III (2013) - The Sacred (2012) - The Lords of Salem (2012) - The Infliction (2012) - Mimesis (2011) - Creature (2011) - Dark Moon Rising (2009) - The Haunted World of El Superbeasto (2009, stem) - Brotherhood of Blood (2007) - Halloween (2007) - Dead Man's Hand (2007) - A Dead Calling (2006) - Little Big Top (2006) - Night of the Living Dead 3D (2006) - The Devil's Rejects (2005) - Kill Bill: Vol. 2 (2004) - House of 1000 Corpses (2003) - Jackie Brown (1997) - Genuine Risk (1990) - The Forbidden Dance (1990) - Wizards of the Lost Kingdom II (1989) - Warlords (1988) - Commando Squad (1987) | - Forty Days of Musa Dagh (1982) - The Aftermath (1982) - Galaxy of Terror (1981) - Chu Chu and the Philly Flash (1981) - Underground Aces (1981) - Loose Shoes (1978) - Swashbuckler (1976) - Savage Sisters (1974) - Foxy Brown (1974) - Busting (1974) - The Don Is Dead (1973) - Beyond Atlantis (1973) - Coffy (1973) - Emperor of the North Pole (1973) - Wonder Women (1973) - The No Mercy Man (1973) - Black Mama White Mama (1973) - The Woman Hunt (1972) - The Big Bird Cage (1972) - Beware! The Blob (1972) - Diamonds Are Forever (1971) - The Big Doll House (1971) - THX 1138 (1971) - C.C. & Company (1970) - Che! (1969) - Pit Stop (1969) - The Hell with Heroes (1968) - Spider Baby (1967) - Point Blank (1967) - It's a Bikini World (1967) - Blood Bath (1966) - The Firebrand (1962) |

## Televisieseries
*Exclusief eenmalige gastrollen
- The A-Team" Black Day at Bad Rock (TV Episode 1983)
- Just the Ten of Us - Bob (1989-1990, drie afleveringen)
- Jason of Star Command - Dragos (1978-1979, 28 afleveringen)
- Evening in Byzantium - Asted (1978, twee afleveringen)
- Mary Hartman, Mary Hartman - Texas (1976-1977, 55 afleveringen)
- Electra Woman and Dyna Girl - The Genie (1976, twee afleveringen)
- Batman - Royal Apothecary (1966, twee afleveringen)

- Biblioteca Nacional de España: XX1555091
- Bibliothèque nationale de France: cb14184728t (data)
- Gemeinsame Normdatei: 1289287740
- International Standard Name Identifier: 0000 0000 5934 0596
- Library of Congress Control Number: no00031794
- Nationale Bibliotheek van Tsjechië: xx0220979
- SNAC: w6zk6s79
- Système universitaire de documentation: 122248058
- Virtual International Authority File: 7598321
- WorldCat: E39PBJqQvCKgwfHgQKQwdH3YT3